# Eilica rotunda
Eilica rotunda är en spindelart som beskrevs av Norman I. Platnick 1975. Eilica rotunda ingår i släktet Eilica och familjen plattbuksspindlar.
Artens utbredningsområde är Queensland. Inga underarter finns listade i Catalogue of Life.